# Bahnhof Iidabashi
Der Bahnhof Iidabashi (jap. 飯田橋駅, Iidabashi-eki) ist ein Bahnhof in der japanischen Hauptstadt Tokio. Er wird von der Bahngesellschaft JR East betrieben und befindet sich im Nordwesten des Bezirks Chiyoda. Der Bahnhof ist ein wichtiger Verkehrsknotenpunkt im Stadtzentrum. Hier kreuzen sich eine Bahnstrecke und vier U-Bahn-Linien der Gesellschaften Tōkyō Metro und Toei.

## Verbindungen
Iidabashi ist ein bedeutender Verkehrsknotenpunkt, benannt nach einer Brücke und dem gleichnamigen Stadtteil im zentralen Bezirk Chiyoda, wo sich fünf verschiedene Bahnlinien auf unterschiedlichen Ebenen kreuzen. Oberirdisch verläuft die Chūō-Sōbu-Linie der Bahngesellschaft JR East von Chiba über Akihabara nach Mitaka. Diese verläuft parallel zu den Gleisen der Chūō-Hauptlinie und der Chūō-Schnellbahnlinie, deren Züge hier jedoch nicht halten.
Die U-Bahn-Gesellschaft Tōkyō Metro betreibt die Namboku-Linie von Meguro nach Akabane-iwabuchi, die Tōzai-Linie von Nakano nach Nishi-Funabashi und die Yūrakuchō-Linie von Wakōshi nach Shin-Kiba. Hinzu kommt die ringförmige Ōedo-Linie der Toei-U-Bahn. Am Bahnhof halten zwei Buslinien der Gesellschaft Toei Bus sowie zwei von den Bezirksverwaltungen Chiyoda und Bunkyō betriebene Quartierbuslinien.

## Anlage
Im Fiskaljahr 20189nutzten durchschnittlich 90.304 Fahrgäste täglich den JR-East-Bahnhof. Das tägliche durchschnittliche Fahrgastaufkommen der U-Bahnhöfe war damals wie folgt: 37.298 auf der Tōzai-Linie, 39.336 auf der Yūrakuchō-Linie, 21.683 auf der Namboku-Linie und 17.056 auf der Ōedo-Linie. In der Nähe befindet sich die Hōsei-Universität.

### JR East
Der JR-East-Bahnhof erstreckt sich entlang einem aufgeschütteten Teil des Sotobori, dem ehemaligen äußeren Stadtgraben von Edo. Er ist von Nordosten nach Süden ausgerichtet und besitzt vier Gleise. Das westliche Gleispaar erschließt einen überdachten Mittelbahnsteig, während das östliche Gleispaar keine Bahnsteige besitzt. Die Streckenführung im nördlichen Bereich des Bahnhofs weist eine enge Kurve mit einem Radius von 300 Metern auf, wodurch stellenweise eine beträchtliche Lücke zwischen Zug und Bahnsteigkante besteht. Fahrgäste werden akustisch und visuell auf diese Situation aufmerksam gemacht. An beiden Enden des Bahnsteigs steht ein Empfangsgebäude, aufgrund der leichten Hanglage des umliegenden Geländes mit unterschiedlicher Bauweise. Das südliche Gebäude besitzt die Form eines Reiterbahnhofs und spannt sich quer über die gesamte Anlage, das nördliche befindet sich unter dem Viadukt auf Straßenniveau. Fußgängertunnel stellen Verbindungen zu den unterirdischen U-Bahnhöfen her.
| 1 | ▉ Chūō-Sōbu-Linie | Ochanomizu • Nishi-Funabashi • Chiba |
| 2 | ▉ Chūō-Sōbu-Linie | Shinjuku • Mitaka                    |

### Tōkyō Metro

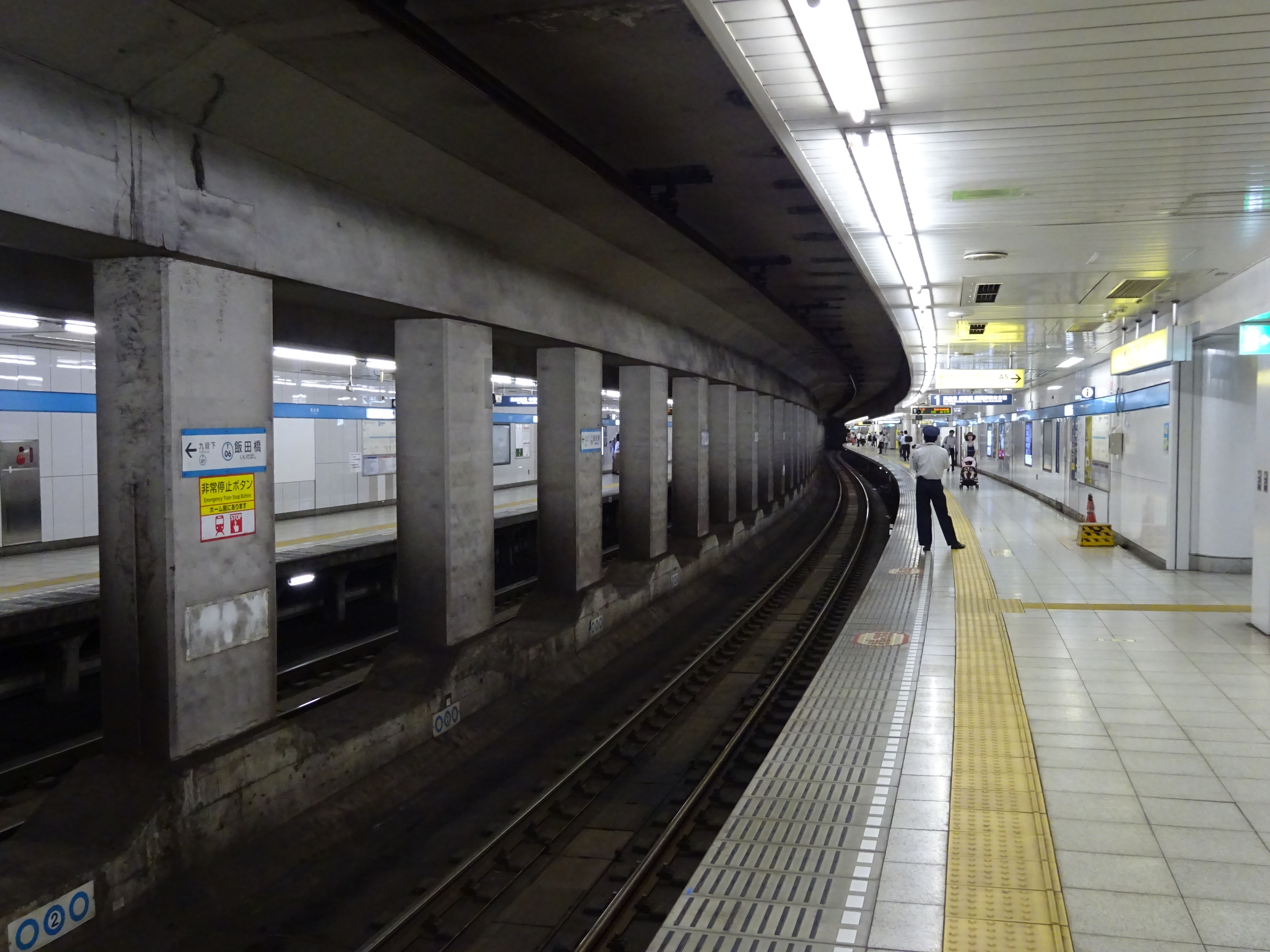
Bahnsteige der Tōzai-Linie

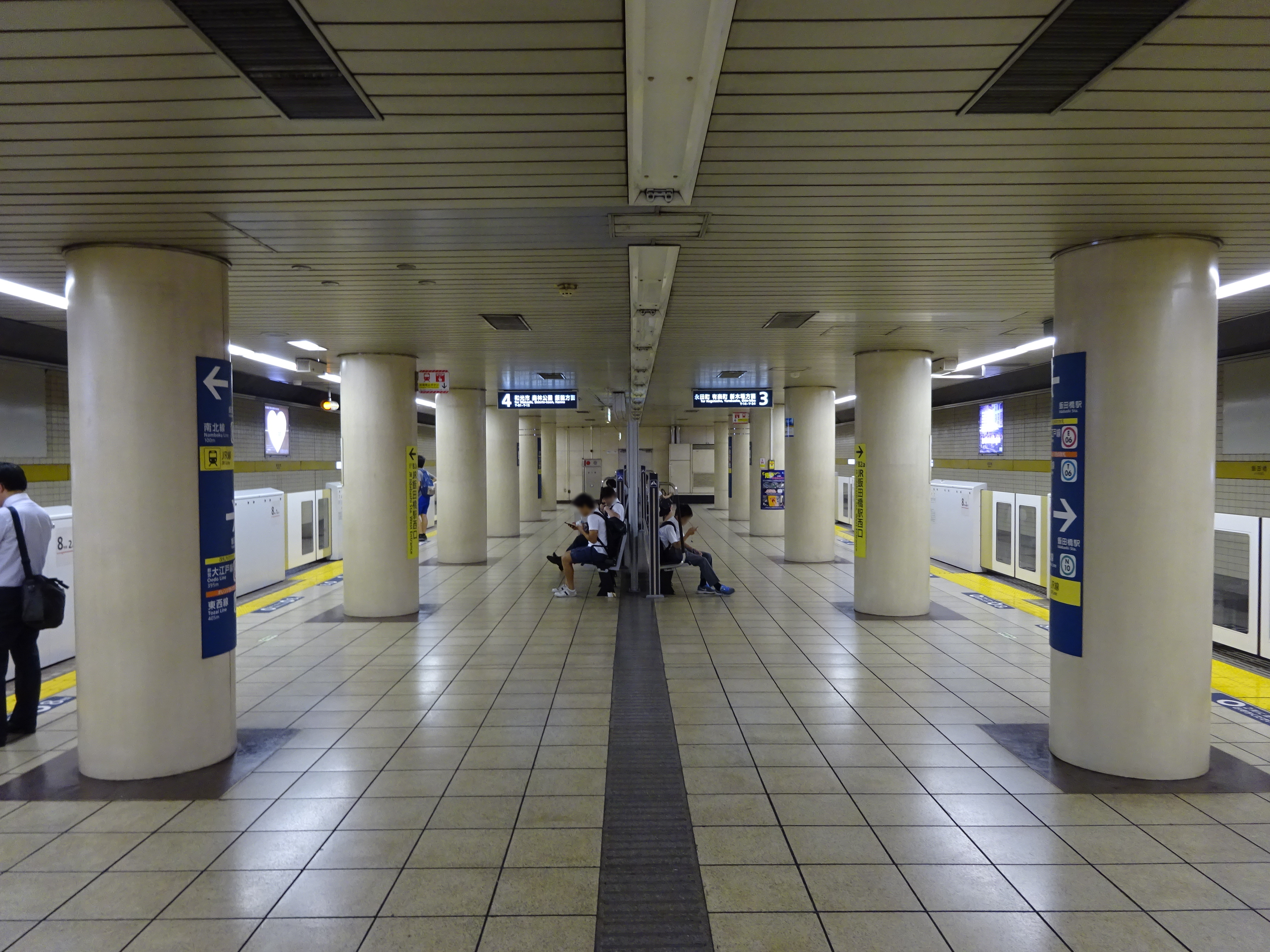
Bahnsteig der Yūrakuchō-Linie

Die unterirdischen Bahnsteige der Namboku-Linie und der Yūrakuchō-Linie verlaufen parallel westlich zu den JR-Gleisen. Die Gleise der Tōzai-Linie befinden sich rechtwinklig östlich der JR-Bahnsteige. Der U-Bahnhof verfügt über insgesamt sechs Bahnsteiggleise, die sich auf je zwei Seiten- (Tōzai-Linie) sowie zwei Mittelbahnsteige (Namboku- und Yūrakuchō-Linie) aufteilen. Aufgrund der baulichen Trennung ist nur zwischen der Namboku- und Yūrakuchō-Linie ein Umsteigen ohne erneute Zugangskontrolle möglich, es bestehen allerdings unterirdisch Zugänge zu allen weiteren Linien.
| 1 | Tōzai-Linie     | Ōtemachi • Nihombashi • Nishi-Funabashi |
| 2 | Tōzai-Linie     | Waseda • Takadanobaba • Nakano          |
| 3 | Yūrakuchō-Linie | Nagatachō • Yūrakuchō • Shin-Kiba       |
| 4 | Yūrakuchō-Linie | Ikebukuro • Wakōshi                     |
| 5 | Namboku-Linie   | Komagome • Ōji • Akabane-iwabuchi       |
| 6 | Namboku-Linie   | Yotsuya • Nagatachō • Meguro            |

### Toei-U-Bahn
Der U-Bahnhof der Ōedo-Linie befindet sich nördlich des JR-East-Bahnhofs unter den sich hier kreuzenden Straßen. Er verfügt über zwei Bahnsteiggleise, die einen einzelnen Mittelbahnsteig bedienen. Aufgrund baulicher Trennungen ist kein direktes Umsteigen zu den anderen U-Bahn-Linien möglich, es bestehen allerdings Übergänge zu allen Linien mit erneuter Zugangskontrolle an den Bahnsteigsperren. Der U-Bahnhof wurde vom Architekten Makoto Sei Watanabe mithilfe der eigens dafür entworfenen Software Web Frame vollständig am Computer geplant. Vom Bahnsteig aus zieht sich eine geometrische Gitternetzkonstruktion grüner Stahlrohre unter der Decke durch den Stationsbereich. Das rhizomartige Röhrennetz des 35 m tief gelegenen Bahnsteigs wirkt wie ein Wurzelwerk, das zum Ausgang hin komplexer wird.
| 1 | Ōedo-Linie | Ryōgoku • Roppongi • Shinjuku • Hikarigaoka |
| 2 | Ōedo-Linie | Tochomae                                    |

## Linien
| Verlauf der Chūō-Schnellbahnlinie |
| --- |
| Chiba • Nishi-Chiba • Inage • Shin-Kemigawa • Makuhari • Makuharihongō • Tsudanuma • Higashi-Funabashi • Funabashi • Nishi-Funabashi • Shimōsa-Nakayama • Moto-Yawata • Ichikawa • Koiwa • Shin-Koiwa • Hirai • Kameido • Kinshichō • Ryōgoku • Asakusabashi • Akihabara • Ochanomizu • Suidōbashi • Iidabashi • Ichigaya • Yotsuya • Shinanomachi • Sendagaya • Yoyogi • Shinjuku • Ōkubo • Higashi-Nakano • Nakano • Kōenji • Asagaya • Ogikubo • Nishi-Ogikubo • Kichijōji • Mitaka |

## Geschichte

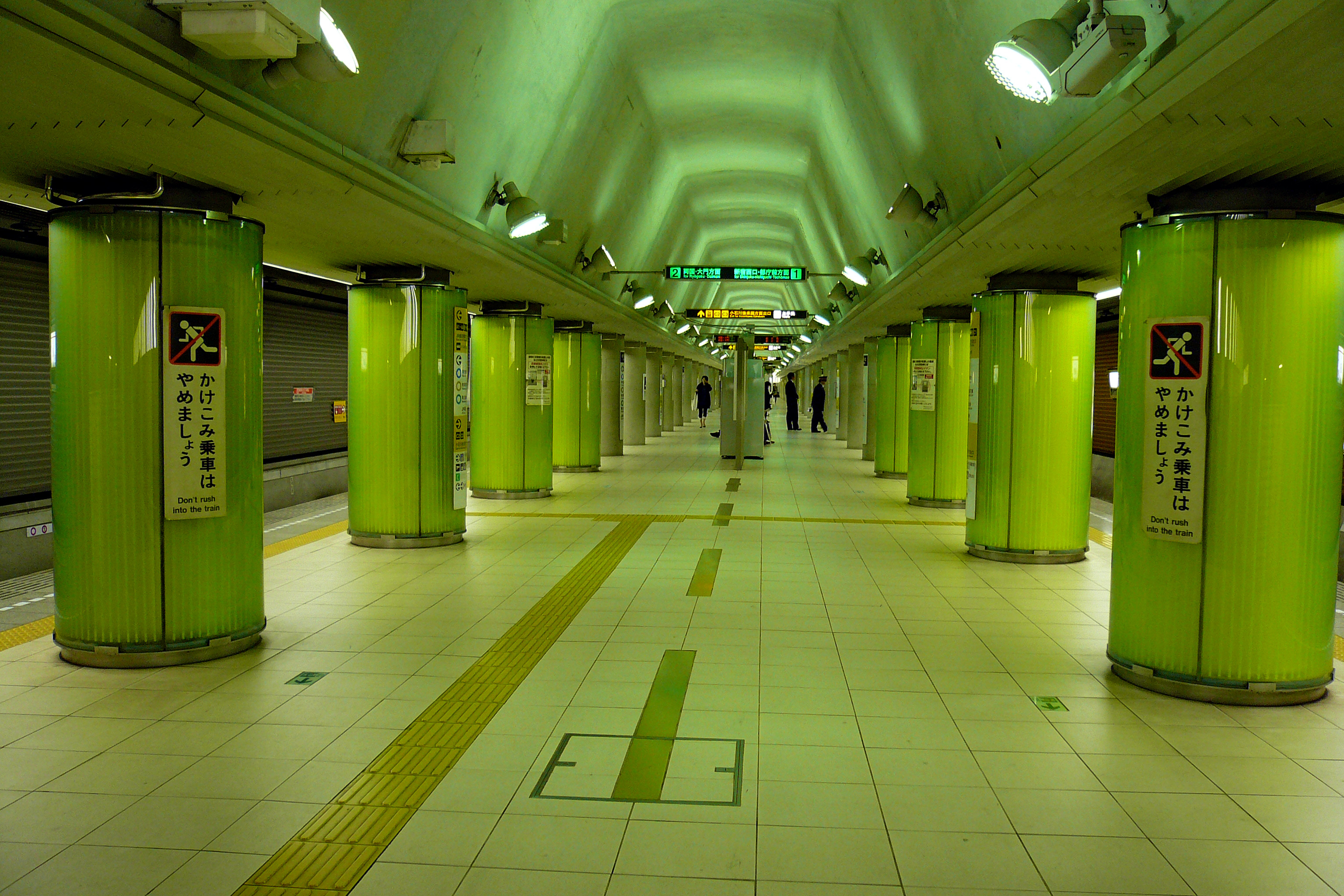
Bahnsteig der Ōedo-Linie

Die private Bahngesellschaft Kōbu Tetsudō verlängerte ihre Strecke am 9. Oktober 1894 von Shinjuku her kommend bis zur neuen vorläufigen Endstation Ushigome (牛込). Diese lag etwas näher zu Yotsuya als der heutige Bahnhof und besaß zwei Ausgänge. Am 3. April 1895 folgte eine weitere kurze Verlängerung nach Iidamachi. Nach dem Inkrafttreten des Eisenbahnverstaatlichungsgesetzes übernahm das Eisenbahnamt (das spätere Eisenbahnministerium) am 1. Oktober 1906 den Betrieb auf der Strecke. Als Folge des Großen Kantō-Erdbebens trieb das Eisenbahnministerium den viergleisigen Ausbau zwischen Shinjuku und Iidamachi voran. Damit verbunden war die Zusammenlegung der nahe gelegenen Bahnsteige der Bahnhöfe Ushigome und Iidamachi zum dazwischen liegenden heutigen Bahnhof Iidabashi, der am 15. November 1928 in Betrieb ging. Im Rahmen der Privatisierung der Japanischen Staatsbahn ging der Bahnhof am 1. April 1987 in den Besitz der neuen Gesellschaft JR East über.
Am 16. Mai 1966 eröffnete die Teito Kōsokudo Kōtsū Eidan (kurz Eidan, seit der Privatisierung im Jahr 2004 als Tōkyō Metro bekannt) den Abschnitt Waseda–Takebashi der Tōzai-Linie, womit der Bahnhof Iidabashi erstmals an das Tokioter U-Bahn-Netz angebunden war. Mit der Eröffnung des Abschnitts Ikebukuro–Ginza-itchōme der Yūrakuchō-Linie durch die Eidan am 30. Oktober 1974 entwickelte sich Iidabashi zu einem U-Bahn-Knotenpunkt. Als Nächstes erhielt hier die Namboku-Linie einen U-Bahnhof, als die Eidan am 26. März 1996 den Abschnitt Komagome–Yotsuya eröffnete. Schließlich vervollständigte das Verkehrsamt der Stadt Tokio am 12. Dezember 2000 den letzten Abschnitt der Ōedo-Linie.